# 東方鱧
東方鱧為輻鰭魚綱鱸形目鱧科的其中一種，主要只分布在斯里蘭卡西南部的淡水棲息地（雖然有時被聲稱在等地以外的其他國家發現，但這都是把東方鱧的近親誤認成是其所導致的，通常是指寬額鱧（Channa gachua）、以及分佈於馬來西亞、印尼的則是指蹩鱧（Channa limbata） ），體長可達33公分，棲息在溪流、湖泊、池塘，屬肉食性，以昆蟲、甲殼類等為食，可作為食用魚及觀賞魚。
其种加词“orientalis”意为“东方的”。